# Stazione di Napoli Campi Flegrei
Napoli Campi Flegrei è una stazione della linea 2 del servizio ferroviario metropolitano di Napoli.
È la terza stazione per importanza di Napoli, dopo Napoli Centrale e Napoli Afragola, è situata nel quartiere di Fuorigrotta ed è attualmente una stazione della linea 2, collegata alla ferrovia Cumana (stazione di Mostra-Stadio Maradona) e alla linea 6 della metropolitana (stazione di Mostra).

## Storia

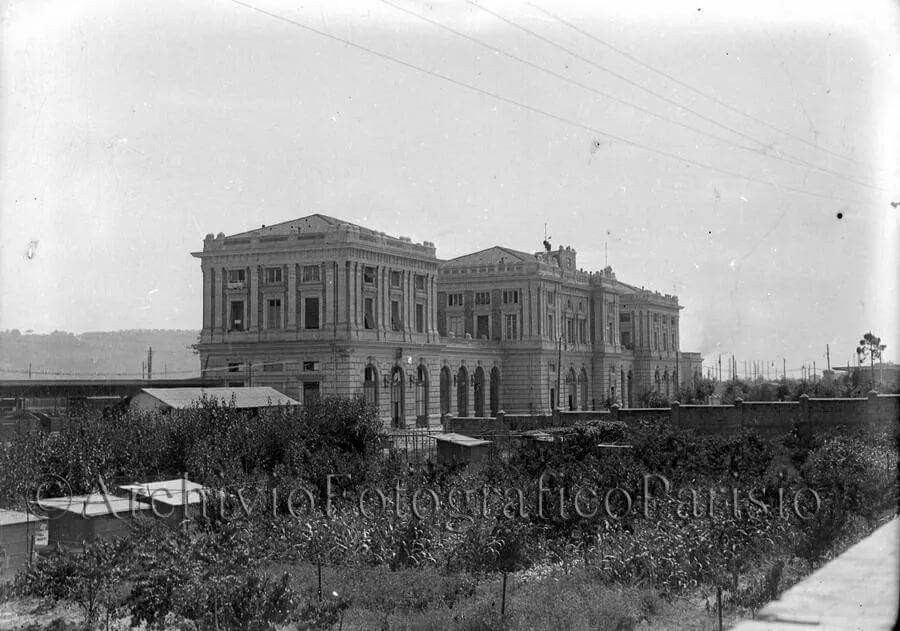
La stazione poco dopo la sua costruzione

La stazione, in origine denominata "Fuorigrotta", entrò in servizio il 20 settembre 1925, con l'attivazione della tratta ferroviaria da Pozzuoli Solfatara a Napoli (la cosiddetta "metropolitana FS").
Nel 1927 assunse la denominazione di "Napoli Campi Flegrei".

## Strutture e impianti

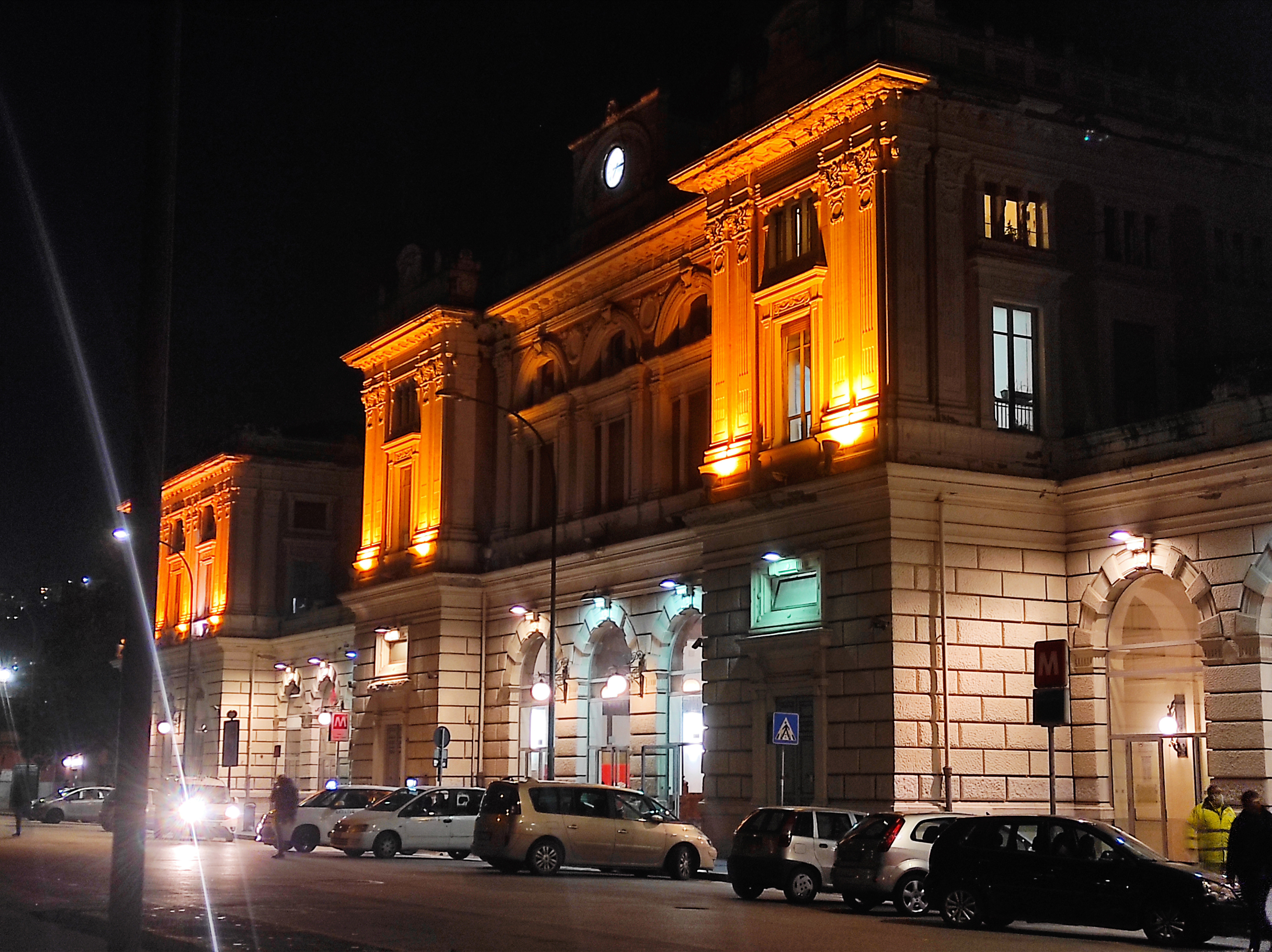
Visuale notturna dal Piazzale Vincenzo Tecchio

Il fabbricato della stazione, molto elegante sia esternamente che internamente, è di ampie dimensioni ed ospita biglietteria, bar, sala d'attesa ed alcuni esercizi commerciali (edicola, barbiere e libreria). Il fascio binari è composto da 6 binari passanti per il traffico viaggiatori, numerati dal 2 al 7. Il binario 1 è stato rimosso nel 2022. Elevato il numero di binari per il servizio merci, anche se molti binari tronchi sono inutilizzati oppure usati per il ricovero di carri. Poco dopo la stazione (dir. Pozzuoli) vi è anche un ampio deposito utilizzato dai treni metropolitani e regionali, un centro di manutenzione della linea aerea, ed un raccordo di servizio con la ferrovia Cumana.

## Movimento
Il traffico viaggiatori è di circa 9 milioni e mezzo di passeggeri annui.
Napoli Campi Flegrei è capolinea dei servizi metropolitani per Salerno, Castellammare di Stabia e Caserta (via Cancello) e regionali per Villa Literno e Caserta (via Villa Literno). Tutti questi treni sono accolti nei binari 4, 5, 6 e 7, mentre i binari 2 e 3 sono riservati alla linea 2 (Pozzuoli-San Giovanni).
In passato, Campi Flegrei, Mergellina e Piazza Garibaldi erano servite da treni InterCity ed Eurostar per Roma Termini; nel 2009 questi treni sono stati instradati inizialmente via Aversa per poi essere dirottati direttamente sulla direttrice AV con la finalità di regolarizzare la linea 2.

## Interscambi
Oltre agli autobus ANM, AIR ed EAV che fermano nel piazzale antistante la stazione, nelle vicinanze si trova anche la fermata Mostra-Stadio Maradona della Ferrovia Cumana e la fermata Mostra della linea 6.

## Servizi
La stazione dispone di:
- Bar
- Biglietteria automatica
- Negozi
- Servizi igienici